# Stowarzyszenie Gejów i Lesbijek Psychiatrów
Towarzystwo Gejów i Lesbijek Psychiatrów (ang. Association of Gay and Lesbian Psychiatrists – AGLP) – organizacja, która kształci i reprezentuje gejów, lesbijki, biseksualistów oraz osoby transgenderyczne w zakresie zdrowia psychicznego.

## Historia
Organizacja nieformalnie rozpoczęła działalność w późnych latach sześćdziesiątych XX wieku skupiając gejów i lesbijki z Amerykańskiego Towarzystwa Psychiatrycznego. Po wykreśleniu homoseksualizmu per sez listy zaburzeń psychicznych w roku 1973 został oficjalnie założony Frakcja Gejów, Lesbijek i Biseksualistów Członków Amerykańskiego Towarzystwa Psychiatrycznego (The Caucus of Gay, Lesbian, and Bisexual Members of the American Psychiatric Association – CGLBM-APA). W 1978 Amerykańskie Towarzystwo Psychiatryczne na wniosek CGLBM-APA stworzyło grupę zadaniową do spraw gejów i lesbijek. Frakcja zmieniła swoją nazwę na Towarzystwo Gejów i Lesbijek Psychiatrów w 1985 roku.

## Cele towarzystwa
Cele jakie stawia przed sobą AGLP to:
- publikowanie kwartalnego biuletynu Journal of Gay and Lesbian Psychotherapy
- prowadzenie seminariów i grup dyskusyjnych równocześnie z dorocznymi spotkaniami APA
- praca w APA na rzecz społeczności LGBT
- współpraca z innymi organizacjami lekarzy LGBT i mniejszościami i grupami wspierającymi
- usługi skierowane do pacjentów LGBT
- wspieranie studentów medycyny i rezydentów w ich rozwoju zawodowym
- wspieranie i ułatwianie prezentacji programów i publikacji dotyczących kwestii LGBT na spotkaniach profesjonalistów[2][3].

## Osiągnięcia
- W 1978 roku Konwent stworzył w ramach APA zespół zadaniowy do spraw gejów i lesbijek, który jako stały komitet APA zajmuje się prezentowaniem stanowiska wobec dyskryminacji ze względu na orientację seksualną.
- Od 1982 roku organizacja została uznana za przedstawiciela w Zgromadzeniu APA, zajmującego stanowisko w sprawach szczególnie ważnych dla lesbijek i gejów członków APA.
- W 1983 roku Frakcja zwróciła się do APA, aby utworzyć grupę zadaniową zajmującą się  psychicznymi aspektami AIDS. W 1988 roku, zespół zadaniowy stał się stałym komitetem APA.
- AGLP doprowadziło do usunięcia przez APA homoseksualizmu egodystonicznego z klasyfikacji DSM-III[1].